# Scillonian III
Die Scillonian III ist eine Fähre der britischen Reederei Isles of Scilly Shipping Company. Sie wird im Fährverkehr zwischen Penzance und den Scilly-Inseln für die Beförderung von Passagieren und den Transport von Gütern eingesetzt.

## Geschichte
Das Schiff wurde unter der Baunummer A.S.115 auf der Werft Appledore Shipbuilders in Appledore, North Devon, gebaut. Die Kiellegung fand am 30. November 1976, der Stapellauf am 5. Mai 1977 statt. Das Schiff wurde am 17. Mai 1977 von Prinz Charles getauft und einige Tage später in Dienst gestellt. Es ersetzte die 1956 gebaute Scillonian II. Die Baukosten der Scillonian III beliefen sich auf 2 Mio. £.
Das Schiff verkehrt rund acht Monate im Jahr (März bis November) zwischen Penzance und Hugh Town auf der größten Scilly-Insel St Mary’s. Die etwa 2 Stunden und 45 Minuten dauernde Passage wird in der Regel täglich einmal in beide Richtungen angeboten. Das Schiff ist eines der letzten Royal Mail Ships im Vereinigten Königreich.
Ein Ersatz des Schiffes durch einen Neubau ist geplant.

## Technische Daten und Ausstattung
Das Schiff wird von zwei Mirrlees-Blackstone-Dieselmotoren mit jeweils 1200 PS Leistung angetrieben. Die Motoren wirken über Untersetzungsgetriebe auf zwei Propeller. Das Schiff ist mit einem Bugstrahlruder ausgestattet. Für die Stromerzeugung stehen drei Dieselgeneratoren mit jeweils 125 kVA Scheinleistung zur Verfügung.
Das Schiff verfügt über fünf Decks. Auf Deck 1 („Lower Flats“) befindet sich im mittleren Bereich der Maschinenraum. Dahinter befindet sich ein Aufenthaltsraum mit Sitzgelegenheiten für die Passagiere. Vor dem Maschinenraum befinden sich zwei Laderäume für den Transport von Gütern. Weiterhin sind im Rumpf unter anderem Tanks und technische Betriebsräume untergebracht. Auf dem Hauptdeck („Main Deck“) befindet sich ein großer Aufenthaltsraum mit Sitzgelegenheiten für die Passagiere. Im hinteren Bereich des Schiffes sind Mannschaftskabinen, Kombüse, Offiziers- und Mannschaftsmesse sowie Lagerräume untergebracht. Im vorderen Bereich des Schiffes befinden sich auf einem Zwischendeck die Luken zu den beiden Laderäumen. Auf Deck 3 („Upper Deck“) befinden sich unter anderem zwei Aufenthaltsräume für die Passagiere und ein Kiosk. Im hinteren Bereich des Decks befindet sich ein offener Decksbereich mit Sitzgelegenheiten. Im vorderen Bereich des Decks befindet sich eine mit einem Lukendeckel verschlossene Luke. Vor der Luke ist ein Kran für den Ladungsumschlag installiert. Auf Deck 4 („Bridge Deck“) sind die Offizierskabinen und der Funkraum sowie verschiedene Betriebsräume untergebracht. Außerdem sind hier weitere offene Decksbereiche mit Sitzgelegenheiten vorhanden. Im vorderen Bereich der Decksaufbauten befindet sich auf Deck 5 („Nav. Bridge Deck“) die Brücke des Schiffes. Für die Passagiere stehen auf den Decks 2 und 3 Imbiss und Cafe zur Verfügung.
Die Reichweite des Schiffes beträgt rund 1000 Seemeilen. Das Schiff kann bei Niedrigwasser trockenfallen.